# Communauté urbaine Nice Côte d’Azur
Die Communauté urbaine Nice Côte d’Azur war ein Gemeindeverbund (communauté urbaine) in Frankreich im Département Alpes-Maritimes in der Region Provence-Alpes-Côte d’Azur.
Der Gemeindeverbund rund um Nizza bestand aus 27 Gemeinden:
1. Aspremont
2. Beaulieu-sur-Mer
3. Cagnes-sur-Mer (Arrondissement Grasse)
4. Cap-d’Ail
5. Carros (Arrondissement Grasse)
6. Castagniers
7. Coaraze
8. Colomars
9. Duranus
10. Èze
11. Falicon
12. La Gaude (Arrondissement Grasse)
13. Lantosque
14. Levens
15. Nizza
16. La Roquette-sur-Var
17. Saint-André-de-la-Roche
18. Saint-Blaise
19. Saint-Jean-Cap-Ferrat
20. Saint-Jeannet (Arrondissement Grasse)
21. Saint-Laurent-du-Var (Arrondissement Grasse)
22. Saint-Martin-du-Var
23. Tourrette-Levens
24. La Trinité
25. Utelle
26. Vence (Arrondissement Grasse)
27. Villefranche-sur-Mer

## Geschichte
Der Gemeindeverbund wurde am 1. Januar 2002 gegründet. Sein erster Präsident war Jacques Peyrat. Im Jahr 2010 hatte er 535.543 Einwohner, die auf 351 km2 lebten.
Am 31. Dezember 2011 wurde dieser Gemeindeverbund aufgelöst. Er fusionierte mit den Gemeindeverbünden (communautés) Communauté de Communes de la Vésubie, Communauté de Communes de la Tinée, Communauté de Communes des stations du Mercantour und Commune de la Tour-sur-Tinée zur ersten Métropole Frankreichs, nämlich zur Métropole Nice Côte d’Azur mit nunmehr 49 Gemeinden und 537.769 Einwohnern auf einer Fläche von 1400 km2 (2012).